# المجلس السوري التركماني
المجلس السوري التركمانى و يطلق عليها جمعية تركمان سوريا هي منظمة تركمانية تشكلت مؤخرا لتشكيل ائتلاف من الأحزاب والجماعات التركمانية التي تمثل تركمان سوريا في الائتلاف الوطني لقوى الثورة والمعارضة السورية والائتلاف الوطني السوري. تم تشكيل ممثلي الجمعية التركمانية السورية خلال المنظمة الثانية من منصة تركمان سوريا يوم 30 مارس عام 2013، والتي أصبحت نقطة انضمام الكتلة الوطنية التركمانية السورية والحركة التركمانية الديمقراطية, وهما الحركتان السياسيتان المختلفتان لتولي قيادة التركمان في سوريا. الجناح العسكري لكتائب التجمع تركمان سوريا، ضد تقسيم سوريا بعد سقوط نظام البعث. عقد الاجتماع الأول لجمعية تركمان سوريا في إسطنبول يوم 15 ديسمبر 2012، وأكد المشاركون أن هناك عدم المساواة تجاه التركمان في سوريا من قبل قوات المعارضة لأنها لا تعطي المزيد من المقاعد في الائتلاف الوطني السوري. قرر الائتلاف وحدد ممثلو التجمع في الاجتماع القادم، وفي نهاية الجلسة الأولى، أعلن قرار مشترك من الجمعية التركمانية السورية: "بغض النظر عن أي هوية عرقية أو دينية، فمستقبل الذي يمكن الجميع قادريين على العيش فيه عادة ما تكون تحت هوية سورية وتُستهدف في مستقبل سوريا".
استغرق الاجتماع الثاني للجمعية السورية التركمانية في أنقرة يوم 30 مارس 2013. كما شارك رئيس الوزراء التركي رجب طيب أردوغان ووزير الخارجية أحمد داود أوغلو، وجورج صبرا في الاجتماع. ودعا داود أوغلو التركمان على القيام بدور نشط في التحالف الوطني السوري، والمساهمة في الإدارة الجديدة لسوريا. 350 كما أنضم 350 مندوبا من التركمان من مناطق مختلفة من سوريا وانتخاب 39 ممثلا عن الجمعية التركمانية السورية بين أعضاء الجماعات والأحزاب المختلفة. واتفق أيضا على أن الجمعية سيتم انتخابه مرة واحدة في العام، وسيتم إجراء اجتماعات مرة كل ربع سنة. في الوقت الراهن، يتم تمثيل ثمانية عشر ممثلي الجمعية التركمانية السورية في المجلس الوطني السوري، وأربعة أعضاء في الائتلاف الوطني لقوى الثورة والمعارضة السورية.